# El Rincón, Tantoyuca
El Rincón är en ort i Mexiko.   Den ligger i kommunen Tantoyuca och delstaten Veracruz, i den sydöstra delen av landet, 240 km norr om huvudstaden Mexico City. El Rincón ligger 104 meter över havet och antalet invånare är 669.
Terrängen runt El Rincón är platt, och sluttar västerut. Runt El Rincón är det ganska tätbefolkat, med 72 invånare per kvadratkilometer. Närmaste större samhälle är Tantoyuca, 12,7 km sydost om El Rincón. Trakten runt El Rincón består till största delen av jordbruksmark.